# Caxarias
Caxarias est une freguesia portugaise située dans le District de Santarém.
Avec une superficie de 20,25 km2 et une population de 2 234 habitants (2001), la paroisse possède une densité de 110,3 hab/km2.

## Distance
- Ourém : 12 km
- Tomar : 21 km
- Fátima : 21 km
- Alvaiázere : 24 km
- Leiria : 30 km